# Plot hole
Et plot hole (dansk: 'handlingshul') er en engelsk betegnelse indenfor fiktion og fortælling. Et plot hole defineres som "huller" eller uoverensstemmelser i en historie, der går imod strømmen af logik etableret af historiens plot.
Plot holes bliver normalt skabt utilsigtet, ofte som følge af redigering eller at forfatterne simpelthen glemmer, at en ny begivenhed ville modsige tidligere begivenheder.

## Typer
Denne liste viser de engelske typer plot holes:
Factual errors
Historiske eller kronologiske uoverensstemmlser eller ukorrekte udsagn om verden. 
Impossible events
Noget, der trodser videnskabens love, som etableret for historiens rammer. 
Out-of-character opførsel
En karakter, der handler på en måde, som de, baseret på deres forståelse af de muligheder, de har til rådighed, ikke i virkeligheden ville vælge.
Continuity errors
Begivenheder i historien, der modsiger de tidligere etablerede.
Unresolved storylines
En af fortællingerne er ikke løst ved slutningen af handlingen, eller en karakter, der forventes at blive set, bliver ikke.